# Alessio I Studita
Alessio I Studita (... – Costantinopoli, 1043) è stato un vescovo bizantino, Patriarca ecumenico di Costantinopoli dal 1025 fino alla sua morte nel 1043.
Fu un membro del Monastero di Studion (fondato nel 462), successe ad Eustazio nel 1025. Nel 1034 incoronò Michele IV Paflagone, favorito dell'Imperatrice Zoe, il quale era stato artefice dell'assassinio di Romano III Argiro. Il 19 aprile 1042 incoronò imperatrici regnanti le sorelle Zoe e Teodora, che governarono l'impero insieme fino all'11 giugno 1042.